# Guardia Real
La Guardia Real (it. "guardia reale") è un corpo armato indipendente dalle Forze armate spagnole dedicato alla protezione del re di Spagna e dei membri della famiglia reale spagnola.
Essa è, insieme alla Guardia Svizzera Pontificia e agli Yeomen Warders, una delle unità militari più specializzate al mondo nella scorta solenne e nella protezione personale.

## Storia
Con una storia che dura dal medioevo, la Guardia Real fu istituita ufficialmente nel 1504, da Ferdinando d'Aragona, e ha attraversato le medesime vicissitudini della monarchia in Spagna, cambiando in larga misura quanto a composizione, numero di effettivi e compiti.
Nel 1937 fu istituita la Guardia Mora, per la protezione del capo dello stato, il generalissimo Francisco Franco, composta da militari marocchini a cavallo. Dal 1956, con la fine del Marocco spagnolo, perse la componente africana. Con l'ascesa di re Juan Carlos, dal 1976 fu sostituita con il Regimiento de la Guardia Real.
Attualmente è composta da uomini e donne delle tre forze armate e dei corpi comuni, formando un'unità congiunta che combina la tradizione e la modernità al desiderio di servire la Spagna quando lo ordini il re.

### Missioni all'estero
La Guardia Real in qualità di unità interforze, ha partecipato con dei suoi contingenti alle missioni NATO Kosovo Force e Operazione Sostegno Risoluto, di seguito un riepilogo della partecipazione:
- Kosovo 2002: 1 sezione dell'Ejército de Tierra;
- Kosovo 2003: 1 plotone di Infantería de Marina e 1 plotone dell'Ejército del Aire y del Espacio;

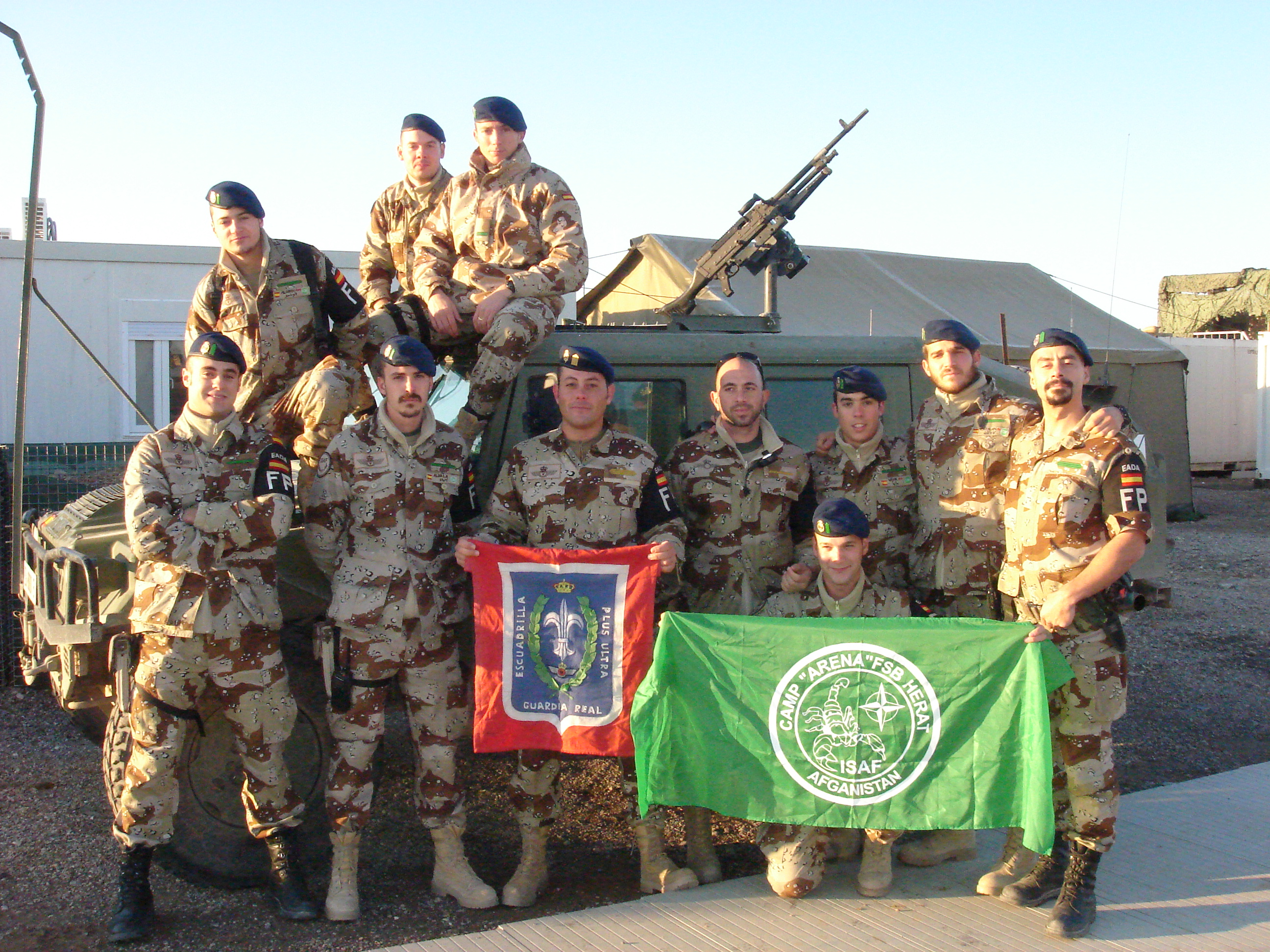
Una squadriglia della Guardia Real in Afghanistan durante la missione Resolute Support

- Kosovo 2005: 1 sezione dell'Ejército de Tierra;
- Afghanistan 2006: 1 plotone dell'Ejército del Aire y del Espacio;
- Kosvo 2007: 1 sezione interforze.Una squadriglia della Guardia Real in Afghanistan durante la missione Resolute Support

## Arruolamento
I requisiti per l'arruolamento sono:
- Nazionalità spagnola;
- Avere almeno 18 anni e meno di 29 anni compiuti al giorno dell'incorporamento;
- Aver completato la scuola dell'obbligo
- Assenza di tatuaggi contrari ai valori costituzionali o contro l'immagine delle Forze Armate;
- Non essere stati privati dei diritti civili e assenza di condanne per delitti non colposi.

Inoltre i limiti di altezza per l'accesso sono stati rimossi.

## Distaccamenti e guarnigioni
Le guarnigioni permanenti della Guardia Reale sono tre reparti situati a Madrid e un distaccamento, Porto Pi, a Palma di Maiorca.

## Compiti e funzioni
Secondo il Regio Decreto 434/1998 le funzioni principali della Guardia Reale sono:
- Prestare onore e prestare scorta solenne ai membri della Casa Reale.
- Prestare i medesimi servizi ai Capi di Stato stranieri quando viene loro ordinato.

In funzione di assistenza al comandante in questi compiti, la Guardia Reale realizza le seguenti attività:
- Assicurare la sicurezza alla Famiglia Reale nella sua residenza ufficiale, come il Palazzo Reale di Madrid, il Palazzo Reale di El Pardo, il Palazzo della Zarzuela e altri, quando così disponga il Sovrano.
- Assicurare le scorte solenni agli altri Capi di Stato o personalità illustri.
- Rendere gli onori e partecipare alle parate militari solenni.[8]

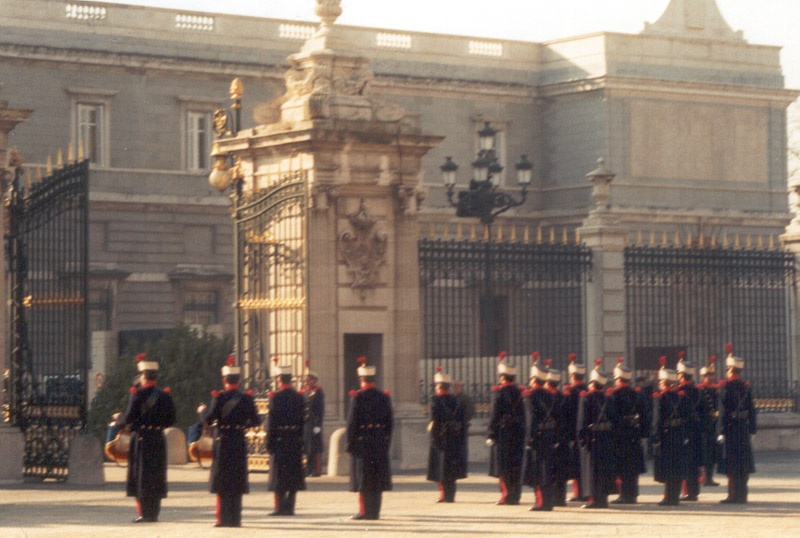
Il Cambio della Guardia al Palacio Real di Madrid